# St. Pankratius (Schwalbach am Taunus)

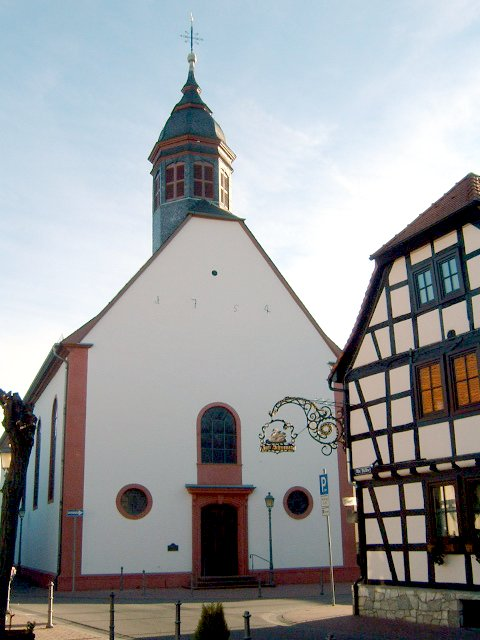
St. Pankratius (Schwalbach am Taunus)

Die römisch-katholische, denkmalgeschützte Kirche St. Pankratius steht in der Gemeinde Schwalbach am Taunus im Main-Taunus-Kreis in Hessen. Die Kirche gehört zur Pfarrgemeinde Schwalbach am Taunus im pastoralen Raum Schwalbach-Eschborn im Kirchenbezirk Main-Taunus des Bistums Limburg.

## Geschichte
Die erste Kirche ist um 1225 beurkundet. Eine Pfarrkirche ist erstmals im Jahre 1284 bezeugt. Sie wurde in den Jahren 1753–56 durch einen Neubau ersetzt. Bis 1937 hing in der Kirche eine Darstellung der Heiligen Kümmernis. In den Jahren 1964/65 wurde nach langen Diskussionen von Bischof Kempf entschieden, dass die Kirche auf ihrem jetzigen Platz erhalten bleibt, der Chor verlängert sowie ein Querarm nach Süden angebaut wird. Ferner wurde ein Campanile und eine Sakristei errichtet. Am 21. August 1965 wurde diese erweiterte Kirche konsekriert. Im Jahre 1980 fand eine Rebarockisierung der Kirche statt.

## Beschreibung
Die barocke Saalkirche aus dem 18. Jahrhundert hat einen dreiseitig geschlossenen Chor. Aus dem Satteldach des Kirchenschiffs erhebt sich im Westen ein achteckiger, mit einer Haube bedeckter Dachreiter. In dessen Glockenstuhl hingen ursprünglich vier Kirchenglocken, die in den neuen Kirchturm übergeführt und durch eine weitere Glocke ergänzt wurden. Über dem neuen Portal von 1965 befindet sich ein nachgeschaffenes Chronogramm mit der Datierung 1754.
Der Innenraum, dessen Bemalung nach der Renovierung von 2002 sich an dem Farbkonzept des Mittelalters orientiert, hat im Westen eine geschwungene Empore auf vier Säulen, deren Brüstung mit Blüten verziert ist. Die 14 Stationsbilder des Kreuzwegs wurden am 23. November 1906 aufgehängt. Im Chor befindet sich eine Kreuzigungsgruppe vom Vorgängerbau aus der Zeit vom Ende des 15. Jahrhunderts, in der der Leib Christi am Kreuz, Maria und der Lieblingsjünger dargestellt sind. Der Hochaltar und die zwei Seitenaltäre stammen aus der zweiten Hälfte des 18. Jahrhunderts. Die Kanzel wurde um 1730 gebaut, die beiden Beichtstühle um 1760. Die Marienkrönung und die Heilige Familie, zwei um 1760 entstandene zierliche Gruppen, stehen auf Konsolen. Der Gnadenstuhl, der 1997 an der Chorwand aufgestellt wurde, stammt aus der Zeit der Erbauung der Kirche. Anstelle einer von der Johannes Klais Orgelbau gebauten Orgel aus dem Jahre 1904 wurde eine neue der Gebrüder Späth aufgestellt.